# Cientologia
Cientologia é um conjunto de crenças e práticas relacionadas criado por L. Ron Hubbard (1911–1986), começando em 1952, como sucessor ao seus sistemas de auto-ajuda chamado Dianéticas. Hubbard caracterizou a Cientologia como religião e em 1953 incorporou a Igreja da Cientologia em Camden, Nova Jersey.
A Cientologia ensina que as pessoas são seres imortais que se esqueceram de sua verdadeira natureza. Seu método de reabilitação psiquiátrica e espiritual é um tipo de aconselhamento conhecido como Auditoria, no qual os praticantes visam reviver conscientemente os eventos dolorosos ou traumáticos de seu passado a fim de libertar-se dos seus efeitos limitantes. Os materiais de estudo e cursos de auditoria são disponibilizados aos membros em troca de doações específicas. A Cientologia é reconhecida legalmente como uma religião isenta de impostos nos Estados Unidos, Itália, África do Sul, Austrália, Suécia, Nova Zelândia, Portugal e Espanha. A Igreja da Cientologia enfatiza isso como prova de que é uma religião de boa-fé. Em outros países, nomeadamente Canadá, França, Alemanha e no Reino Unido, a Cientologia não tem status religioso comparável embora suas Igrejas sejam permitidas. A maioria dos países da Europa considera a Cientologia uma seita. Na Alemanha, a cientologia é monitorada nacionalmente pelo Bundesamt für Verfassungsschutz (BfV).
Um grande número de organizações que supervisionam a aplicação da Cientologia foram estabelecidas, a mais notável delas sendo a Igreja da Cientologia. A Cientologia patrocina uma variedade de programas de serviço social. Estas incluem a Narconon, programa antidrogas, a Criminon, programa de reabilitação em prisões, a Study Tech, metodologia de educação, a Volunteer Ministers, o World Institute of Scientology Enterprises e um conjunto de diretrizes morais expressas em um livreto chamado The Way to Happiness.
A Igreja da Cientologia é um dos mais controversos movimentos religiosos surgidos no século XX. Tem sido muitas vezes descrita como um culto que faz lavagem cerebral, defrauda e abusa financeiramente de seus membros, cobrando taxas exorbitantes por seus serviços espirituais Em resposta, os cientologistas têm argumentado que é um movimento religioso genuíno e que tem sido deturpado, caluniado e perseguido. A Igreja da Cientologia tem usado de forma consistente litígio contra seus críticos, e sua agressividade processando seus inimigos tem sido condenada como assédio. As controvérsias centram-se na crença da Cientologia de que as almas ("thetans") reencarnaram e viveram em outros planetas antes de viverem na Terra, e que alguns dos ensinamentos relacionados não são revelados aos praticantes até que eles paguem milhares de dólares para a Igreja da Cientologia. Outra crença controversa assegurada pelos cientologistas é de que a prática de psiquiatria é destrutiva, abusiva e deve ser abolida.

## Etimologia e uso anterior

L. Ron Hubbard em 1950

A palavra Cientologia é um emparelhamento da  palavra latina scientia ("conhecimento", "habilidade"), que deriva do verbo scīre ("saber"), e da palavra em grego λόγος lógos ("palavra" ou "
relato [sobre]").
A palavra Cientologia usada por L. Ron Hubbard, vem do latim scio, que significa "conhecimento, no sentido mais pleno da palavra" e da palavra grega logos, que significa "estudo de". A palavra Cientologia é ainda definida como "o estudo e manejo do espírito em relação a si mesmo, universos, e outras formas de vida."
Em 1901, Allen Upward cunhou Cientologia "como um termo depreciativo, para indicar uma cega e irracional aceitação de doutrina científica" de acordo com o Internet Sacred Text Archivecomo citado no prefácio da edição recente do livro de Upward, The New Word: On the meaning of the word Idealistpela Forgotten Books. Continuando a citação, o editor escreve: "Eu não estou ciente de qualquer evidência de que Hubbard sabia deste livro bastante obscuro."
Em 1934, filósofo Anastácio Nordenholz publicou um livro que usou o termo para significar "ciência da ciência". Também é incerto se Hubbard estava ciente desse uso anterior da palavra.

### Dianéticas
A Cientologia foi desenvolvida por L. Ron Hubbard como uma sucessora para o seu sistema anterior de autoajuda chamado de Dianética.  A Dianética usa uma técnica de aconselhamento conhecido como auditoria, desenvolvida por Hubbard para permitir lembrança consciente de eventos traumáticos no passado de um indivíduo. Esse sistema foi originalmente destinado a ser um novo tipo de psicoterapia e não era esperado se tornar a base de uma nova religião. Hubbard definiu a Dianética de várias maneiras como uma tecnologia de cura espiritual e uma ciência organizada do pensamento. A declarada intenção da Dianética é libertar os indivíduos da influência de traumas passados pela sistemática exposição e remoção das reminiscências que esses eventos deixaram para trás, em um processo chamado de limpeza.

### A Igreja da Cientologia

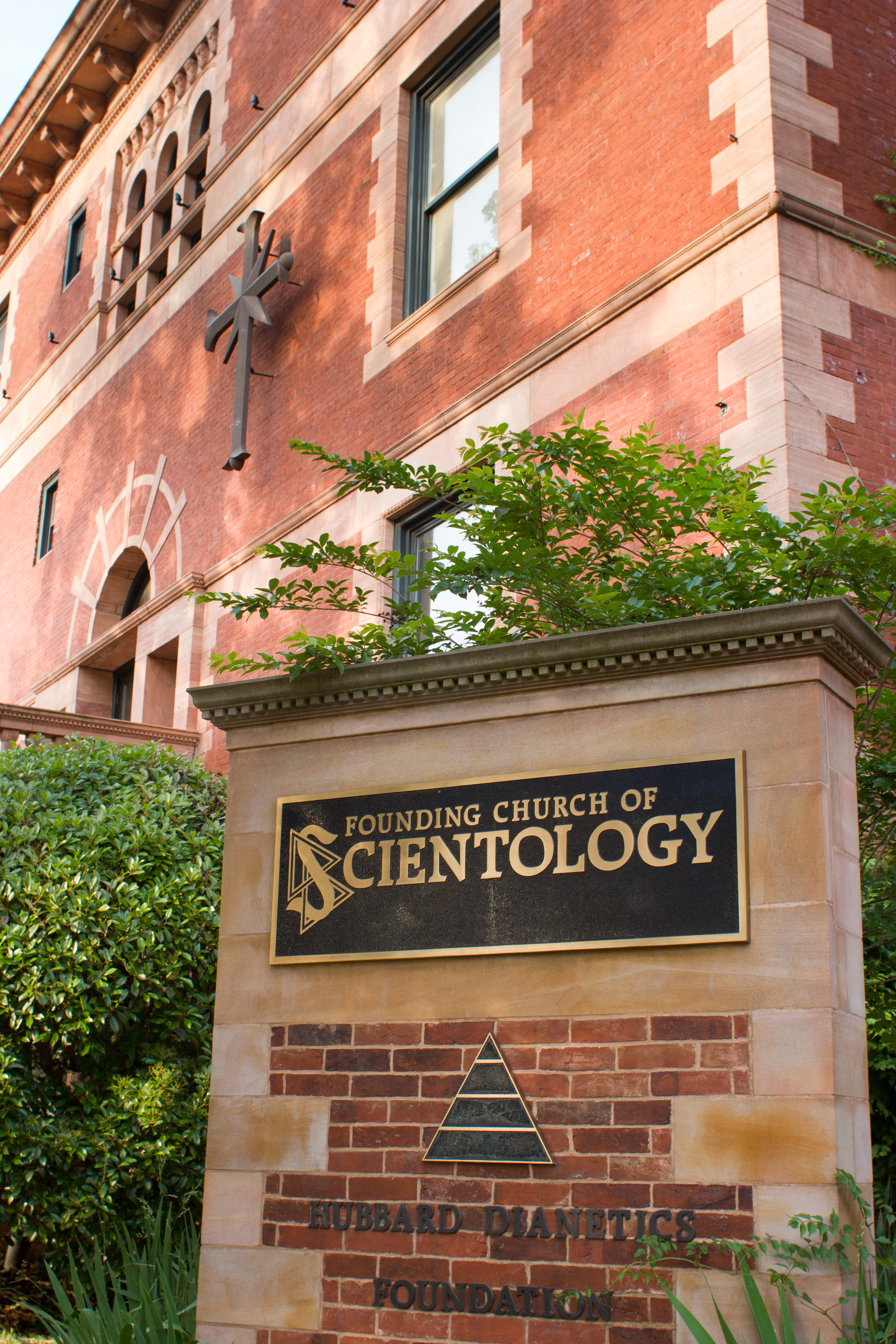
A Igreja Fundadora da Cientologia em Washington DC

Em 1952, Hubbard construiu sobre a estrutura existente estabelecida da Dianética e publicou um novo conjunto de ensinamentos como Cientologia, uma filosofia religiosa. Em dezembro de 1953, Hubbard incorporou três igrejas — uma "Igreja da Ciência Americana", a "Igreja da Cientologia" e uma "Igreja da Engenharia Espiritual" — em Camden, New Jersey. Em 18 de fevereiro de 1954, com a bênção de Hubbard, alguns de seus seguidores criaram a primeira Igreja local da Cientologia, a Igreja da Cientologia da Califórnia, adotando os "objetivos, finalidades, princípios e credos da Igreja da Ciência Americana, como fundada por L. Ron Hubbard." O movimento espalhou-se rapidamente através dos Estados Unidos e para outros países de língua inglesa como Inglaterra, Irlanda, África do Sul e Austrália. A segunda Igreja da Cientologia a ser criada, após a da Califórnia, estava em Auckland, Nova Zelândia. Em 1955, Hubbard criou a Igreja Fundadora da Cientologia em Washington, D.C. Em 1957, Igreja da Cientologia da Califórnia recebeu concessão de estatuto de isenção fiscal por parte dos Estados Unidos Receita Federal (IRS), e assim, por um tempo, existiu ainda outras igrejas locais. IEm 1958, no entanto, a Receita Federal iniciou uma revisão da adequação desse status.
A Igreja experimentou novos desafios. O FDA iniciou uma investigação sobre as alegações da Igreja da Cientologia feitas em conexão com seus E-meters. Em 4 de janeiro de 1963 eles invadiram os escritórios da Igreja da Cientologia e apreenderam centenas de e-meters como sendo dispositivos médicos ilegais. Os dispositivos já foram obrigados a ter um aviso dizendo que são um artefato puramente religiosa.
Em meados dos anos sessenta, a Igreja da Cientologia foi proibida em vários estados australianos, começando com Vitória em 1965. A proibição foi baseada no Relatório de Anderson, que constatou que o processo de auditoria envolvia hipnose de "comando", em que o hipnotizador assume "controle autoritário positivo" sobre o paciente. Neste ponto, o relatório afirma:
É firme conclusão deste Conselho sobre a maioria das técnicas da Cientologia e dianética são de hipnose autoritária e, como tal, são perigosas ... a evidência científica que o Conselho ouviu de vários peritos de reconhecida reputação ... leva à conclusão inevitável de que apenas o nome difere a hipnose autoritária das técnicas da Cientologia. Muitas técnicas da cientologia são de fato técnicas hipnóticas e Hubbard não mudou a sua natureza, apenas alterou seus nomes.
A Igreja australiana foi forçada a operar sob o nome de "Igreja da Nova Fé", como resultado, o nome e a prática da Cientologia têm se tornado ilegal nos estados relevantes. Seguiram-se vários anos de processos judiciais destinados a anular a proibição.
No decorrer do desenvolvimento de Cientologia, Hubbard promoveu rápidas mudanças de ensinamentos que eram muitas vezes contraditórios. Para o quadro interno de cientologistas desse período, o envolvimento não dependia tanto na crença de uma doutrina particular, mas na fé inquestionável em Hubbard. Em 1966, Hubbard deixou o cargo de diretor-executivo da Cientologia para se dedicar à pesquisa e à escrita. No ano seguinte, ele formou a Organização Sea ou Sea Org, que seria desenvolvida para um grupo de elite dentro da Cientologia. O Sea Org tem base em três navios, chamados  Diana,  Atena e Apolo. Um mês após o estabelecimento da Sea Org, Hubbard anunciou que havia feito uma descoberta revolucionária, cujo resultado foram os materiais da "OT III" que pretendem fornecer um método para superar fatores inibidores do progresso espiritual. Estes materiais foram divulgadas pela primeira vez nos navios e depois propagados pelos membros da Sea Org redesignados como funcionários das Organizações Avançadas em terra.

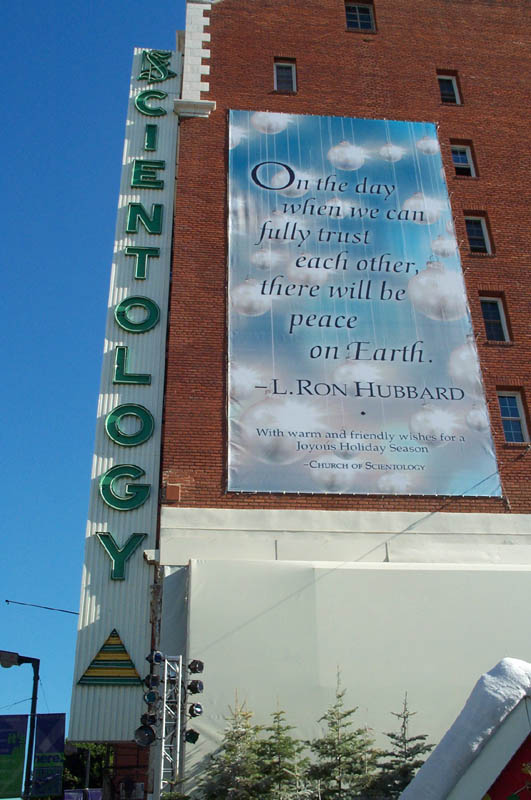
Um centro de Cientologia no Hollywood Boulevard em Hollywood, Los Angeles, California

Em 1967, a Receita Federal dos EUA removeu o status de isenção fiscal da Cientologia, afirmando que suas atividades eram comerciais e operadas para o benefício de Hubbard e não para fins de caridade ou religião. A decisão resultou em um processo judicial que foi resolvido em favor da Igreja, um quarto de século mais tarde. Este foi o mais longo processo judicial na história da Receita Federal americana
Em 1979, como resultado de investigações do FBI durante a Operação Branca de Neve, onze pessoas seniores no Gabinete do Guardião da igreja foram condenados por obstrução da justiça, roubo de escritórios do governo e roubo de documentos de propriedade do governo. Em 1981, a Cientologia levou o governo alemão ao tribunal pela primeira vez.
Em 1 de Janeiro de 1982, a Cientologia estabeleceu o centro Religious Technology Center (RTC) para supervisionar e garantir a aplicação do padrão da tecnologia da Cientologia. e em 11 de novembro de 1982, a Free Zone foi fundada por ex-cientologistas avançados em desacordo com a RTC. A associação Free Zone foi fundada e registrada sob as leis da Alemanha e acredita que a Igreja da Cientologia se afastou de sua filosofia de origem.
Em 1983, em uma decisão unânime, a  Alta Corte da Austrália reconheceu a cientologia como religião no país, derrubando as restrições que limitavam as atividades da igreja após o Relatório de Anderson.
Em 24 de janeiro de 1986, L. Ron Hubbard morreu em sua fazenda perto de San Luis Obispo, Califórnia e David Miscavige tornou-se o chefe da organização.
A partir de 1991, pessoas ligadas à Cientologia moveram cinquenta ações judiciais contra o Cult Awareness Network (CAN), um grupo de críticos à Cientologia. Embora muitos dos fatos fossem descartados, uma das ações movidas contra o Cult Awareness Network resultou em dois milhões de dólares em perdas para a rede. Consequentemente, a organização foi obrigada a declarar falência. Em 1996, Steven L. Hayes, um cientologista, comprou o logotipo e os pertences da falida Network Awareness Cult e um novo Cult Awareness Network foi criado com o apoio da Cientologia; o grupo funciona como um centro de informação e de networking para as religiões não-tradicionais, referindo-se como um interlocutor entre acadêmicos e outros especialistas.
Em 1993, uma ação judicial da Igreja da Cientologia contra Steven Fishman, um ex-membro da Igreja, trouxe à tona o depoimento deste sobre a Cientologia o qual incluía dezenas de páginas do outrora secreto esoterismo da Cientologia, detalhando aspectos da sua cosmogonia. Como resultado do litígio, este material, outrora bem resguardado e usado apenas nos "níveis de OT" mais avançados da Cientologia, foi divulgado na Internet. Isto resultou em uma batalha entre a Igreja da Cientologia e seus críticos on-line sobre o direito de divulgar este material, ou proteger a sua confidencialidade. A Igreja da Cientologia foi forçada a emitir um comunicado de imprensa reconhecendo a existência desta cosmogonia, ao invés de permitir que seus críticos "distorcessem e abusassem dessas informações para seus próprios fins."
 Mesmo assim, o material, nomeadamente a história de Xenu, desde então tem sido amplamente divulgado e utilizado para caricaturar a Cientologia, apesar do vigoroso programa da Igreja em litígio por direitos autorais.

## Estatísticas de Associação
Em 2005, a Igreja da Cientologia declarou sua adesão a nível mundial em oito milhões, embora esse número inclua pessoas que tomaram apenas o curso introdutório e não continuaram. Em 2007, um oficial da Igreja alegou ter 3,5 milhões de membros nos Estados Unidos, mas uma pesquisa de 2001 realizada pela Universidade da Cidade de Nova Iorque encontrou apenas 55 mil pessoas nos Estados Unidos que afirmavam ser cientologistas. Em todo o mundo, alguns observadores acreditam que uma estimativa razoável do núcleo da Cientologia praticante varia entre 100 mil e 200 mil, principalmente nos EUA, Europa, África do Sul e Austrália. Em 2008, a American Religious Identification Survey descobriu que o número de cientologistas americanos caiu para 25.000.
Os cientologistas tendem a menosprezar pesquisas religiosas gerais com o fundamento de que muitos membros que mantêm laços culturais e sociais com outros grupos religiosos informariam ser praticantes de religiões mais tradicionais e socialmente aceitas. A Igreja da Cientologia afirma ser o movimento religioso que mais cresce no mundo. Por outro lado, o erudito religioso J. Gordon Melton disse que as estimativas da igreja sobre seus números de adesão são significativamente exagerados. Melton também diz, no entanto, que "a Igreja tem sido uma das poucas entre muitas novas religiões fundadas desde a Segunda Guerra Mundial, que se espalharam com sucesso em todo o Ocidente, durante a última metade do século XX."

## Crenças e práticas
De acordo com a Cientologia, suas crenças e práticas são baseadas em pesquisas rigorosas e suas doutrinas são concedidas a importância equivalente à dessas leis científicas. "A Cientologia funciona cem por cento do tempo quando é devidamente aplicada a uma pessoa que sinceramente deseja melhorar sua vida", assim diz a Igreja da Cientologia. A conversão é considerada de menor importância do que a aplicação prática dos métodos cientologistas. Os adeptos são incentivados a validar o valor dos métodos que se aplicam através de sua experiência pessoal. Hubbard colocava desta forma: "Para um cientologista, o teste final de qualquer conhecimento que ele ganhou é "os dados e seu uso na vida realmente melhorou sua condição ou não?"

### Corpo e Espírito
As crenças da Cientologia giram em torno do thetan, a expressão individualizada da fonte cósmica, ou força de vida, tem o nome da letra grega teta (θ). O thetan é a verdadeira identidade de uma pessoa — um núcleo intrinsecamente bom, onisciente e não-material capaz de criatividade ilimitada.
No passado primordial, os thetans criaram o universo material em grande parte para seu próprio prazer. O universo não tem realidade independente, mas deriva sua realidade resultante do fato de que a maioria dos thetans concordam que existe. Os thetans caíram em desgraça quando começaram a identificar-se com a sua criação, em vez de seu estado original de pureza espiritual. Eventualmente, eles perderam a memória de sua verdadeira natureza, juntamente com os poderes espirituais e criativas a ela associadas. Como resultado, os thetans pensam em si como  nada além de seres encarnados.
Os thetans renascem em novos corpos através de um processo chamado de "hipótese", que é análogo à reencarnação. Como no Hinduísmo, a Cientologia postula uma relação causal entre as experiências de encarnações passadas com a vida presente e que a cada renascimento, os efeitos do universo MEST (MEST aqui significa Matéria, Energia, Space [espaço] e Tempo) no thetan ficam mais fortes.

### Emoções e Mente

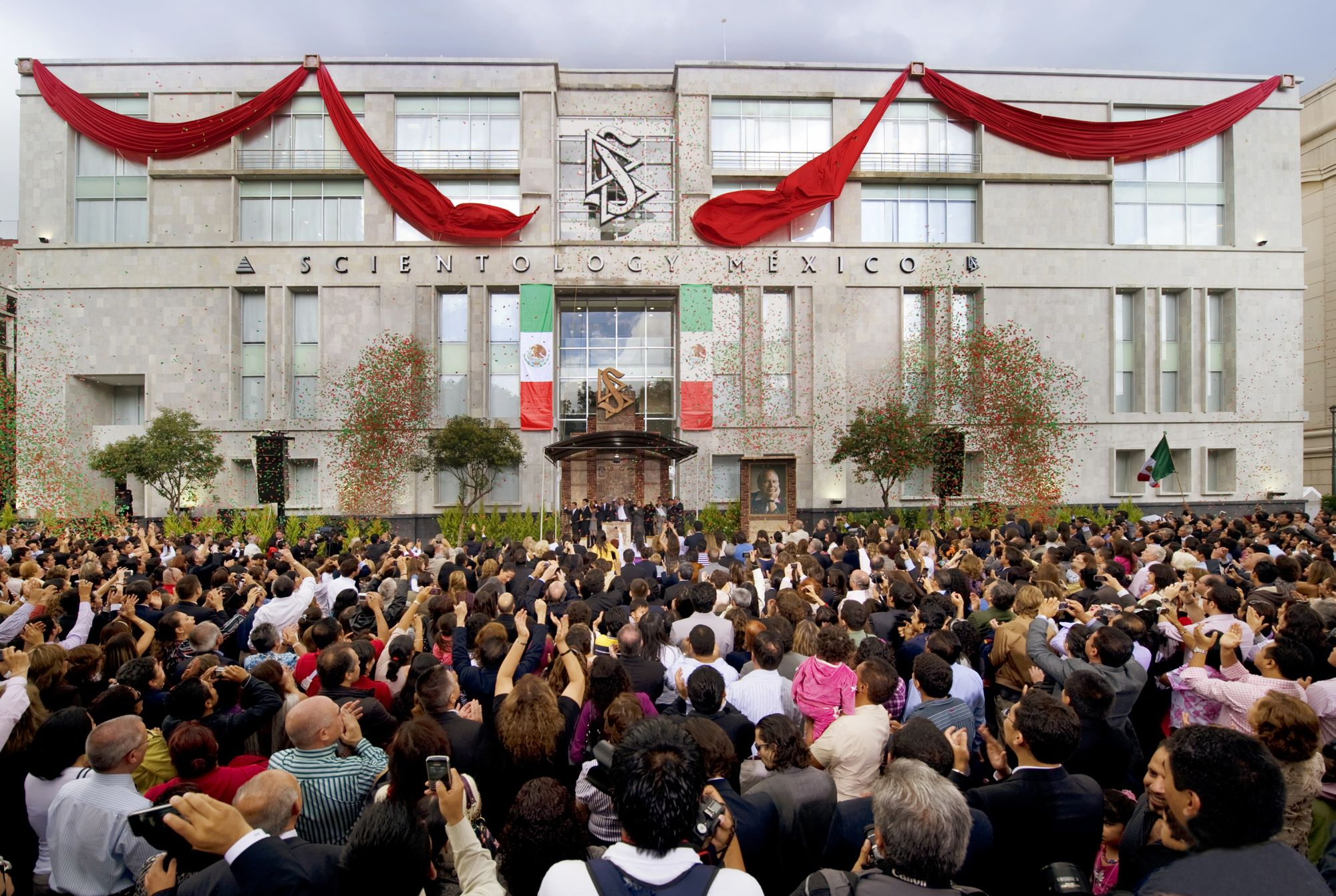
Igreja da Cientologia no México

A Cientologia apresenta duas divisões principais da mente. A "mente reativa" é pensada para absorver toda a dor e trauma emocional, enquanto a "mente analítica" é um mecanismo racional responsável pela consciência. A "mente reativa" armazena imagens mentais que não estão prontamente disponíveis para a "mente analítica" (consciente), estas são referidos como "engramas". Os engramas são dolorosos e debilitantes, a medida que se acumulam, as pessoas se afastam de sua verdadeira identidade., o objetivo básico da Cientologia é evitar esse destino e a "auditoria" pela Dianética é a maneira pela qual a Cientologia pode progredir em direção para o estado "limpo", ganhando liberdade gradual de engramas da mente reativa e  assim adquirir a certeza de sua realidade como um thetan.
A Cientologia usa um sistema de classificação emocional chamada de tone scale (escala de tom), uma ferramenta utilizada em aconselhamento; os cientologistas afirmam que saber a posição da pessoa na escala faz com que seja mais fácil prever suas ações e assim auxiliá-lo na melhoria de sua condição.

### Sobrevivência e ética
A Cientologia enfatiza a importância da sobrevivência, que se subdivide em oito classificações referidos como "dinâmica". O desejo de um indivíduo de sobreviver é considerado a primeira dinâmica, enquanto que a segunda dinâmica refere-se à procriação e à família. As dinâmicas restantes abrangem áreas mais amplas de ação, envolvendo grupos: a humanidade, toda a vida, o universo físico, o espírito, e o Infinito, muitas vezes associadas com o Ser Supremo. É considerada como melhor solução para qualquer problema a solução que trouxer maior benefício para o maior número de dinâmicas.
A Cientologia ensina que o progresso espiritual requer e permite a obtenção de elevados padrões éticos. Então a racionalidade é forçada sobre a moralidade. Ações são consideradas éticas se promovem a sobrevivência em todas as oito dinâmicas, beneficiando o maior número de pessoas ou coisas possíveis, prejudicando o menor número de coisas e pessoas que for possível.

### ARC e os triângulos KRC

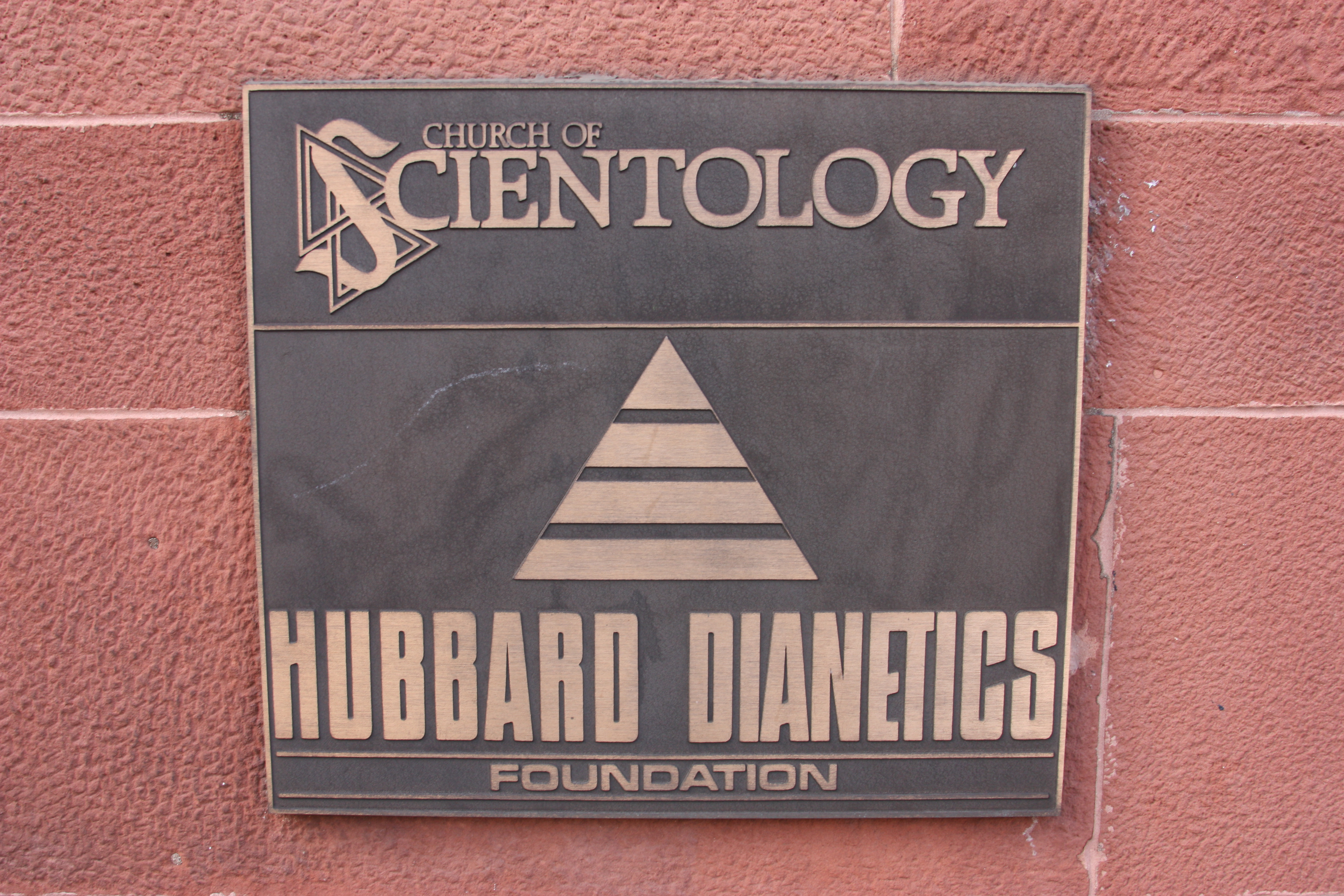
Placa em Boston, é possível ver as iniciais contendo os triângulos KRC

O ARC e os triângulos KRC são mapas conceituais , que mostram uma relação entre três conceitos para formar um outro conceito. Estes dois triângulos estão presentes no símbolo da Cientologia. O triângulo inferior, o triângulo ARC, é uma representação da síntese do conhecimento que a Cientologia se esforça em conseguir. Compreende Afinidade (afeição, amor ou apreciação), Realidade (realidade consensual) e Comunicação (a troca de ideias). acreditam que a melhoria de um dos três aspectos do triângulo "aumenta o nível" dos outros dois, mas a  Comunicação é considerada a mais importante. O triângulo superior é o triângulo KRC, as letras KRC postulando uma relação semelhante entre Knowledge (Conhecimento), Responsabilidade e Controle.
Entre os cientologistas, as letras ARC são usadas como uma comunicação pessoal, por exemplo, no final de uma carta. Os problemas sociais são falhas atribuídas à ARC — em outras palavras, a falta de acordo sobre a realidade, a falta de comunicação eficaz ou a falha no desenvolvimento de afinidade. Estes podem assumir a forma de overts — atos prejudiciais contra os outros, intencionalmente ou por omissão — que são normalmente seguidas por "retenção"' — esforços para esconder a transgressão, o que aumenta ainda mais o nível de tensão na relação.

### A Cruz cientológica
As Oito Dinâmicas, de importância central na Cientologia, são representadas pelos oito braços da cruz cientológica. A Igreja da Cientologia afirma que "a barra horizontal representa o universo material e a barra vertical representa o espírito. Assim, o espírito é visto subindo triunfalmente, em última análise, transcendendo a turbulência do universo físico para alcançar a salvação."
O uso de uma cruz como símbolo pela Igreja da Cientologia é defendida pelo fato de aquela ser anterior ao cristianismo. Apesar da semelhança visual, a cruz cientológica não remete à simbologia da cruz cristã, que representa a crucifixão de Jesus Cristo.

### Personalidades sociais e antissociais
Enquanto a Cientologia afirma que muitos problemas sociais são resultados não-intencionais de imperfeições das pessoas, também afirma que há indivíduos verdadeiramente maléficos. Hubbard acreditava que cerca de 80 por cento de todas as pessoas têm o que chamou de personalidades sociais, são pessoas que aceitam e contribuem para o bem-estar dos outros. Os 20 por cento restantes da população, pensava Hubbard, eram pessoas "supressivas". De acordo com Hubbard, apenas cerca de 2,5 por cento deste 20 por cento são personalidades desesperadamente antissociais, as quais compõem a pequena proporção de indivíduos verdadeiramente perigosos na humanidade: "Adolf Hitler e Genghis Khan, assassinos impenitentes e barões das drogas". Assim, os cientologistas acreditam que qualquer contato com pessoas supressivas ou antissociais tem um efeito adverso sobre sua condição espiritual, necessitando a desconexão.

### Auditoria

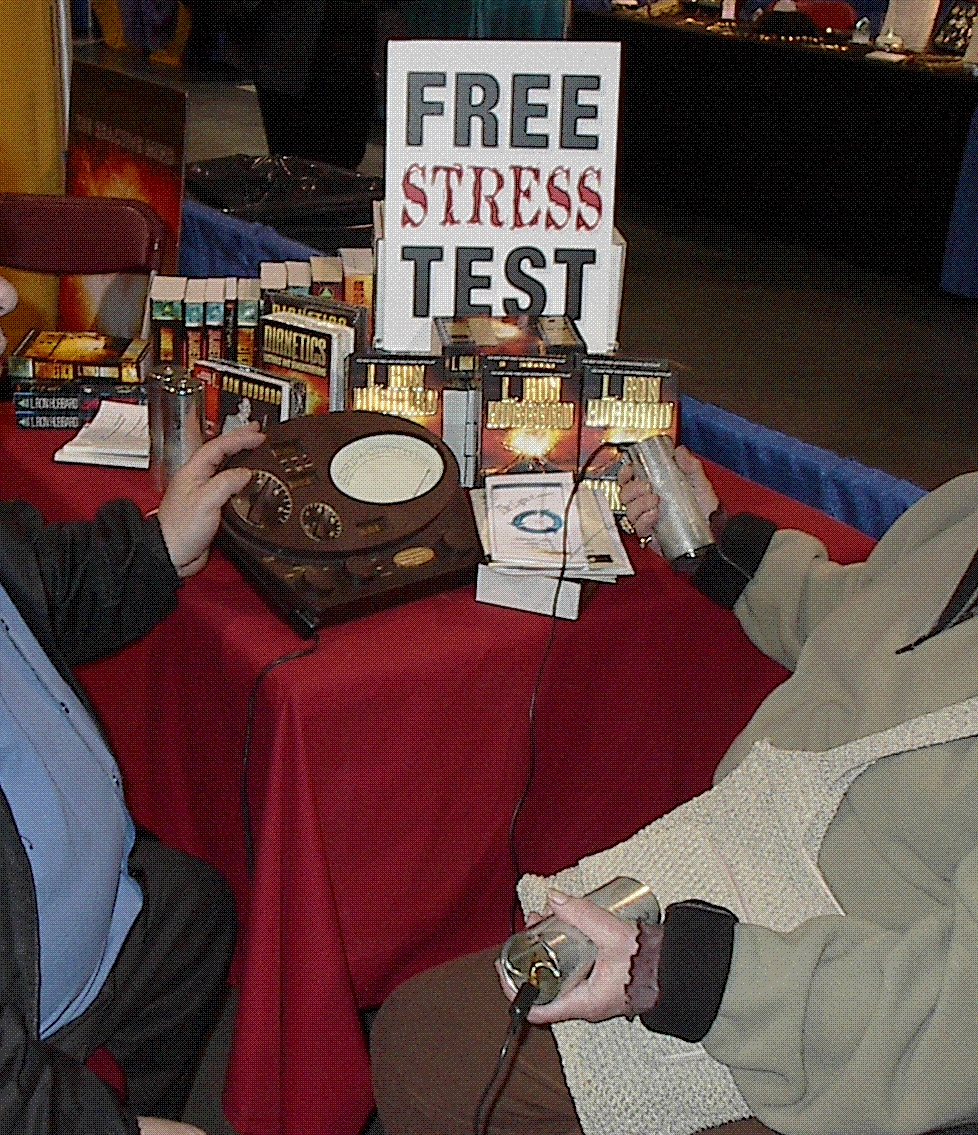
O E-meter

A Cientologia afirma que as pessoas têm habilidades ocultas que ainda não foram completamente desenvolvidas. Acredita-se que o aumento da consciência espiritual e benefícios físicos são alcançados através de sessões de aconselhamento conhecidas como auditoria. Através de auditoria, diz-se que as pessoas podem resolver seus problemas e libertar-se de seus engramas Isso restaura as pessoas à sua condição natural como thetans e permite que elas "tomem o controle" em suas vidas diárias, respondendo de forma racional e criativamente a eventos da vida, em vez de reagir a eles, sob a direção de engramas armazenados. Assim, aqueles que estudam os materiais da Cientologia e recebem sessões de auditoria avançam do status de Preclear (pré-limpo) para Clear (Limpo) e depois Operating Thetan (Thetan Operante). O objetivo utópico da Cientologia é "limpar o planeta", um mundo em que todo mundo está limpo de seus engramas.
A auditoria é uma sessão pessoa por pessoa com um conselheiro ou auditor da Cientologia Ele tem uma semelhança superficial com a confissão ou aconselhamento pastoral, mas o auditor grava e armazena todas as informações recebidas e não dispensa o perdão ou conselho da mesma maneira que um pastor ou padre poderia fazer. Em vez disso, a tarefa do auditor é ajudar a pessoa a descobrir e compreender seus engramas efeitos limitantes, para si mesma. A maioria das auditorias requerem o uso do E-meter um dispositivo que mede as alterações por minuto da resistência eléctrica pelo corpo, quando uma pessoa tem eléctrodos de metal ("cans"), e uma pequena corrente passa através deles. A Cientologia afirma que assistir as mudanças na tela do E-meter ajudam a localizar engramas, uma vez que uma área de preocupação for identificada, o auditor faz perguntas individuais e específicas sobre o assunto a fim de ajudara pessoa a eliminar o engrama; e usa o E-meter para confirmar que "carga" do engrama foi dissipada e o engrama foi, de facto apurado; a medida que o indivíduo progride, o foco da auditoria muda de engramas simples para engramas de complexidade crescente. Nos mais avançados níveis OT de auditoria, os cientologistas realizam sessões de auditoria sozinhos, atuando como seus próprios auditores.

### A Ponte para a Liberdade Total
O desenvolvimento espiritual dentro da Cientologia é realizado através do estudo de seus materiais (chamados "Tecnologia"no jargão da Cientologia), estes materiais são estruturados em níveis sequenciais (ou "gradientes"), para que sejam tomadas medidas mais fáceis primeiro e medidas de maior complexidade são tratadas no momento apropriado. Este processo é por vezes referido como mover-se ao longo da "A Ponte para a Liberdade Total" (em inglês Bridge to Total Freedom), ou simplesmente A Ponte. O conceito tem dois lados: treinamento e processamento, o Treinamento significa educação nos princípios e práticas de auditoria e o Processamento é o desenvolvimento pessoal através da participação em sessões de auditoria.
A Igreja da Cientologia acredita no princípio da reciprocidade, que envolve dar e receber em cada transação humana, então os membros são obrigados a fazer doações para os cursos de estudo e de auditoria à medida que "sobem a ponte", as quantias doadas aumentam a medida que níveis mais elevados são atingidos. A participação em cursos de nível superior na ponte pode custar vários milhares de dólares e os cientologistas geralmente ingressam na ponte a uma taxa regida por sua renda.

### "Ópera Espacial" e materiais confidenciais

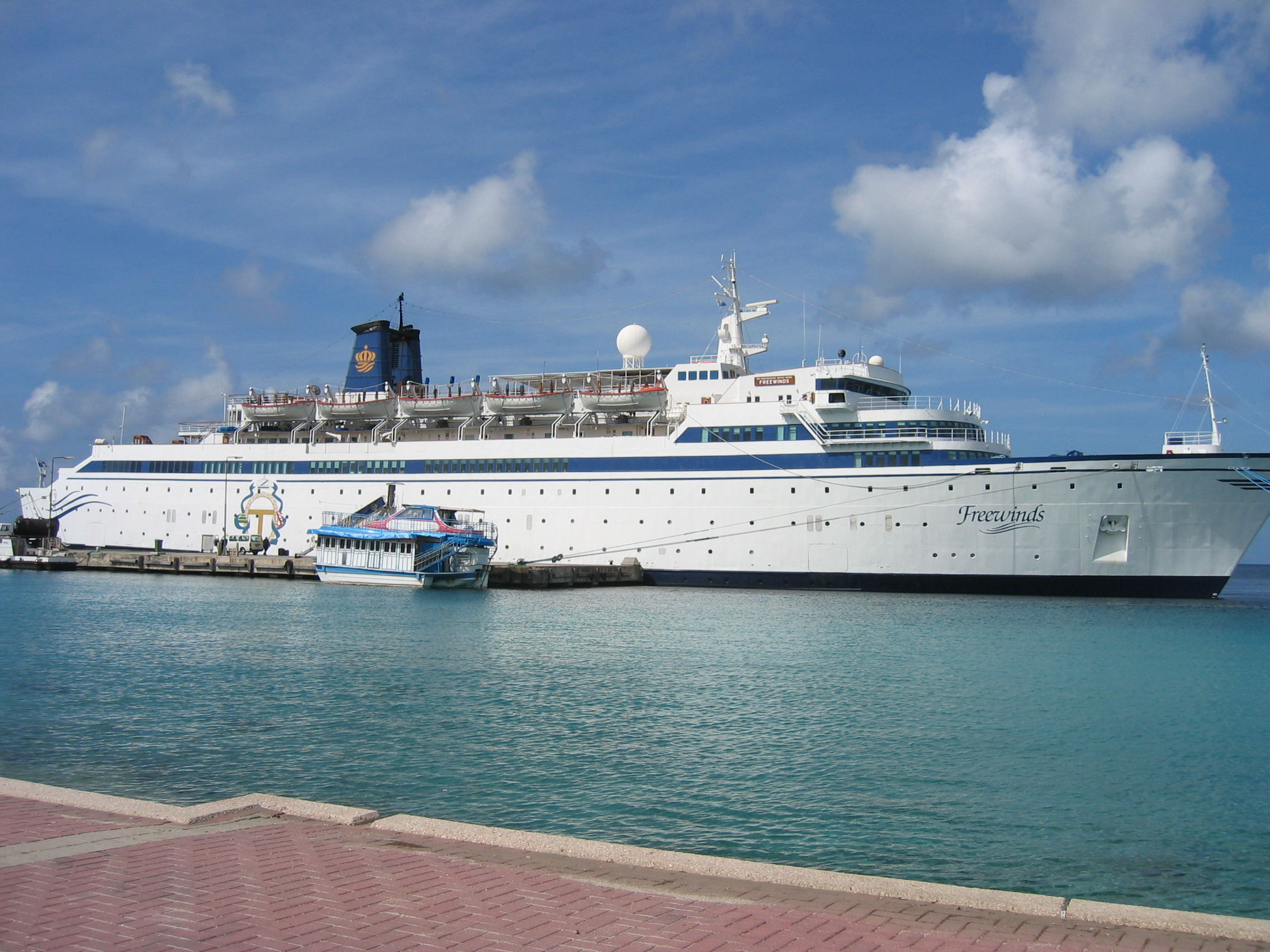
O cruzeiro da Cientologia chamado de Freewinds

A Igreja da Cientologia afirma que nos níveis mais elevados de iniciação OT, são transmitidos ensinamentos místicos que podem ser prejudiciais para os leitores despreparados. Esses ensinamentos são mantidos em segredo pelos membros que não atingiram esses níveis. A Igreja afirma que o sigilo é garantido para manter o uso dos seus materiais no contexto e para proteger seus membros de serem expostos a materiais para os quais ainda não estão preparados.
Estes são os níveis OT acima dos níveis clear, cujo conteúdo é guardado pela Cientologia. Os ensinamentos de nível OT incluem informações sobre várias catástrofes cósmicas que se abateram sobre os thetans. Hubbard descreveu esses primeiros eventos coletivamente como uma "Ópera espacial" (Space Opera).
Nos níveis OT, Hubbard explica como reverter os efeitos de padrões de trauma da vida passada que supostamente se estendem por milhões de anos. Entre esses ensinamentos avançados está a história de Xenu (às vezes "Xemu"), apresentado como um governante tirano da "Confederação Galáctica". De acordo com essa história, há 75 milhões anos Xenu trouxe milhares de pessoas para a Terra em naves espaciais semelhantes à aviões Douglas DC-8, empilhando-as sobre vulcões e depois detonando bombas de hidrogênio sobre eles. Os thetans então agrupados, apegaram-se aos seus corpos vivos e assim continuaram até hoje. Os cientologistas em níveis avançados coloca ênfase considerável em isolar o thetan do corpo e assim neutralizar seus efeitos nocivos.
O material contido nos níveis de OT tem sido caracterizados como uma ficção científica ruim pela crítica, enquanto outros afirmam que há semelhanças estruturais no pensamento gnóstico e de antigas crenças hindus da criação e da luta cósmica. J. Gordon Melton sugere que estes elementos dos níveis de OT podem nunca ter sido concebidos como descrições de eventos históricos e que como outras mitologias religiosa, podem ter sua verdade nas realidades do corpo e da mente que simbolizam e acrescenta que, seja em qual for o nível que os cientologistas podem ter recebido essa mitologia, eles parecem ter achado o mito útil em sua busca espiritual.
Trechos e descrições de materiais OT foram publicadas online por um ex-membro, em 1995 e depois circulou na mídia. Isso ocorreu depois que os ensinamentos foram apresentados como prova em processos judiciais envolvendo a Cientologia, tornando-se uma questão de registro público. Existem oito níveis de OT publicamente conhecidos, OT I a OT VIII. O nível mais alto, o OT VIII, é divulgado apenas no mar, a bordo do navio de cruzeiro da Cientologia o "Freewinds". Há rumores de que os níveis de OT adicionais, que dizem ser baseado em material escrito por Hubbard há muito tempo, serão lançados em algum momento apropriado no futuro.

### Cerimônias
Na Cientologia, as cerimônias para eventos, como casamentos, nomeação de criança e funerais são observados, serviços de sexta-feira são realizadas para comemorar a conclusão dos serviços religiosos de uma pessoa durante a semana anterior. Ministros ordenados pela Cientologia podem realizar tais ritos. No entanto, estes serviços e o clero que os executam desempenham apenas um papel menor na vida religiosa dos cientologistas.

### Influências
A orientação geral da filosofia de Hubbard deve muito a Will Durant, autor do popular clássico de 1926 A História da Filosofia, a obra Dianética é dedicada a Durant, a visão de Hubbard de uma mecânica da mente funcionando em particular, encontra paralelos próximos no trabalho de Durant sobre Espinosa.
A psicologia de Sigmund Freud, popularizada na década de 1930 e 1940, foi um dos principais contribuintes para o modelo de terapia da Dianética e foi reconhecida sem reservas como tal por Hubbard em seus primeiros trabalhos. Hubbard nunca se esqueceu de que quando tinha 12 anos de idade, conheceu o comandante Joseph Cheesman Thompson, um oficial da Marinha dos EUA que tinha estudado com Freud. E quando escreveu para a Associação Americana de Psicologia chegou a afirmar que estava conduzindo pesquisas com base no "trabalho inicial de Freud".
Outra grande influência foi a Semântica Geral de Alfred Korzybski. Hubbard era amigo do colega escritor de ficção científica A. E. van Vogt, que explorou as implicações de lógica não-aristotélica das obras de Korzybski como The World of Null-A, e a visão de Hubbard sobre "mente reativa" tem paralelos claros e reconhecidos com o pensamento de Korzybski, na verdade, o "antropômetro" de Korzybski pode ter inspirado invenção do E-meter de Hubbard.
Além disso, o próprio Hubbard enumerou muitas outras influências em seus próprios escritos — em Scientology 8-8008, por exemplo, suas influências incluem os filósofos a partir de Anaxágoras e Aristóteles até Herbert Spencer e Voltaire, físicos e matemáticos, como Euclides e Isaac Newton, bem como fundadores de religiões, como Buda, Confúcio, Jesus e Mohammed —, mas há pouca evidência nos escritos de Hubbard de que ele estudou esse grande número de filosofias com grande profundidade.
Como se observa, há elementos de religiões orientais evidentes na Cientologia, em particular os conceitos de karma, como presentes no Hinduísmo, jainismo e dharma. Além das ligações com textos hindus, Hubbard tentou ligar a Cientologia ao Taoísmo e ao Budismo.
Na década de 1940, Hubbard estava em contato com Jack Parsons, um cientista e membro da Ordo Templi Orientis liderada então por Aleister Crowley o que rendeu sugestões de que esta conexão influenciou algumas das ideias e símbolos da Cientologia. Estudiosos da religião como Gerald Willms e J. Gordon Melton têm apontado que os ensinamentos de Crowley têm pouca ou nenhuma semelhança com a doutrina da Cientologia.

## Organização
Há um número considerável de organizações da Cientologia (ou orgs), que geralmente suportam um dos seguintes três objetivos: permitir a prática da Cientologia e formação, promover a aplicação mais ampla da tecnologia da Cientologia, ou fazer campanhas para a mudança social. Estas organizações são apoiadas por uma estrutura hierárquica de três níveis compreendendo praticantes leigos, funcionários e no topo da hierarquia, membros da chamada Sea Organization ou Sea Org; esta compreende mais de 5.000 membros e tem sido comparada à ordem monástica  encontrada em outras religiões, é composta dos adeptos mais dedicados, que trabalham para a compensação nominal e expressam simbolicamente seu compromisso religioso através da assinatura de um contrato com duração de um bilhão de anos.

## Status de religião
Em Dezembro de 1993, a Igreja da Cientologia experimentou um grande avanço em suas contínuas batalhas legais quando o Internal Revenue Service (IRS) concedeu a isenção total de imposto a todas as igrejas, missões e organizações da Cientologia. Com base nas isenções do IRS, o Departamento de Estado dos EUA formalmente criticou a Alemanha por discriminação contra os cientologistas e começou a observar queixas de assédio contra cientologistas, em seu relatório anual de direitos humanos.
Em 1997, uma carta aberta ao então chanceler alemão Helmut Kohl, publicado como um anúncio de jornal no International Herald Tribune, traçou paralelos entre a "opressão organizada" sofrida pela Cientologia na Alemanha com o tratamento dado aos judeus em 1930 pela Alemanha nazista A carta foi assinada por Dustin Hoffman, Goldie Hawn e uma série de outras celebridades de Hollywood e executivos. Comentando sobre o assunto, um porta-voz do Departamento de Estado dos EUA disse que os cientologistas foram discriminados na Alemanha, mas condenou as comparações com o tratamento dos nazistas aos judeus como extremamente inadequada, assim também comentou o relator especial da ONU.
Em 2000, a Suprema Corte italiana determinou que a Cientologia é uma religião por fins legais. Nos últimos anos, o reconhecimento religioso também foi obtido em outros países, incluindo a Suécia, Espanha, Portugal, Eslovênia, Croácia, Hungria, Quirguistão e a República da China (Taiwan). Outros países, nomeadamente Canadá, França, Alemanha, Grécia, Bélgica e Reino Unido, recusam-se a conceder à Cientologia reconhecimento religioso.
- A justiça grega ordenou a dissolução da secção da Cientologia situada na Grécia e que tem o nome de "Kephe". A decisão foi tomada depois de um processo que terminou em 7 de outubro de 2006.
- Em 1995, o Tribunal Federal do Trabalho da Alemanha (Bundesarbeitsgericht) determinou que a Cientologia "não é uma religião nem uma ideologia.".[143]
- Em 2009, a Igreja da Cientologia em França foi condenada pelo crime organizado de fraude, mas a decisão não impediu a Igreja de exercer a sua actividade no país, desde que essas não envolvessem a prática de ilegalidades.[144][145]
- Em 2012, um tribunal francês condenou a Igreja da Cientologia por prática de fraude. Foi aplicada uma multa de 600 mil euros e quatro dos seus dirigentes foram condenados a penas suspensas de 2 anos.[146][147]
- Em dezembro de 2012 o Ministério público federal belga decidiu processar a Igreja da Cientologia por suspeita de ser uma "organização criminal", autora de fraudes e do exercício ilegal de medicina.[148]
- Em outubro de 2009, o cineasta Paul Haggis abandonou a Cientologia depois de a religião ter proibido a união entre homossexuais.[149]

## Controvérsias
Relatórios e denúncias foram feitos por jornalistas, tribunais e órgãos governamentais de vários países afirmando que a Igreja da Cientologia é uma empresa comercial sem escrúpulos que persegue seus críticos e brutalmente explora seus membros. A revista Time publicou um artigo (The Thriving Cult of Greed and Power em 1991) que descrevia a Cientologia como "uma organização mundial extremamente rentável que sobrevive ao intimidar seus membros e críticos ao estilo da máfia."
A maioria dos países da Europa considera a Cientologia uma seita. Na Alemanha, a cientologia é monitorada nacionalmente pelo Bundesamt für Verfassungsschutz (BfV). É público e notório que a Cientologia gasta milhões de dólares com advogados e detetives particulares para processar e espionar qualquer pessoa que se mostre uma ameaça aos seus negócios. A cientologia foi condenada definitivamente na França em 2013, por fraude e formação de quadrilha, depois que o Tribunal de Cassação, a instância judicial mais importante no país, rejeitou o recurso apresentado pela organização. Os juízes, na sentença de fevereiro de 2012 do Tribunal de Apelação, consideraram provado que as duas principais entidades da Cientologia na França contavam com uma estrutura destinada a extorquir pessoas vulneráveis.
A justiça belga quer estabelecer um precedente internacional com uma condenação exemplar da Igreja da Cientologia, estabelecida na Bélgica desde 1974, acusada de fraude, violação da lei de proteção de dados pessoais (proteção da privacidade), extorsão e charlatanismo (exercício ilegal de medicina). O processo partiu de uma investigação que se prolongou por seis anos. Ofertas de emprego teriam sido feitas pela Igreja da Cientologia em Bruxelas para recrutar voluntários e novos membros, infringindo as rígidas leis trabalhistas belgas. A Igreja da Cientologia na Bélgica exigia aos interessados que aderissem aos seus princípios filosóficos.
As filmagens sobre a tentativa de assassinato de Adolf Hitler no filme Operação Valquíria foram proibidas em área militar alemã (em torno do Memorial Bendlerblock, em Berlim), pelo fato de o protagonista pertencer à Igreja da Cientologia. Além de ser o produtor, Tom Cruise fez o papel principal, interpretando o alemão Claus Schenk Graf von Stauffenberg, que tentou assassinar Hitler com uma bomba escondida em uma pasta em julho de 1944. Na Alemanha, membros da Cientologia estão constantemente sob vigilância do Bundesamt für Verfassungsschutz (BfV) (Escritório Federal para Proteção da Constituição), cujo trabalho é monitorar atividades antidemocráticas como partidos políticos neonazistas, células terroristas e seitas.
Na Alemanha, o governo quer suprimir a existência das Parallelgesellschaften (sociedades paralelas) baseadas em convicções filosóficas separadas por meio do sistema educacional. Para o diretor da Associação Alemã de Professores de Escolas Primárias, aulas particulares conduzidas por cientologistas podem tirar vantagem da vulnerabilidade das crianças com dificuldades de aprendizado, que podem se sentir inferiores, o que as torna mais influenciáveis. A qualidade do ensino é, de um modo geral, muito boa e os custos são acessíveis, no entanto, os professores encorajam os estudantes a participar de outras classes, frequentemente muito mais caras, prometendo transformar o aluno em uma nova pessoa.
As controvérsias que envolvem a Igreja e seus críticos, alguns deles em andamento, incluem:
- A política de "desligamento", em que os membros são encorajados a cortar todo o contato com amigos ou familiares que são "antagônicos" à Cientologia (uma prática  semelhante aos Amish).[157]
- A morte da cientologista Lisa McPherson, enquanto estava sob os cuidados da Igreja. (Robert Minton patrocinou o processo judicial multimilionário contra a Cientologia pela morte de McPherson. Em maio de 2004, McPherson e a Igreja da Cientologia chegaram a um acordo confidencial.)[158]
- Reed Slatkin,co-fundador do serviço Earthlink e um gestor de investimentos baseado no Esquema Ponzi, foi um ministro da Cientologia e muitas de suas vítimas eram membros da Igreja.[159]
- Em 2011 foi anunciado que o FBI está a investigar a Cientologia por suspeitas de tráfico humano e trabalhos forçados.[160]
- Declarações conflitantes sobre a vida de L. Ron Hubbard, em afirmações específicas de Hubbard ao discutir sua intenção de iniciar uma religião para ter lucro e de seu serviço nas forças armadas.[29]
- O assédio da Cientologia e ações litigiosas contra seus críticos incentivados por sua política Fair Game (do inglês, "jogo justo")[29]
- Tentativas de forçar legalmente motores de busca como Google e Yahoo! omitirem quaisquer páginas de críticos da Cientologia de seus motores de busca.[161]
- Denúncias de um ex-cientologista do alto escalão de que o líder da Cientologia David Miscavige bate e desmoraliza seu pessoal e que a violência física por parte dos superiores para com o pessoal que trabalha para eles é uma ocorrência comum na igreja.[162][163] O porta-voz da Cientologia Thomas W. Davis negou essas afirmações e forneceu testemunhas para refutação.[162]

## Celebridades
Hubbard previu que as celebridades teriam um papel fundamental a desempenhar na divulgação da Cientologia, e em 1955 lançou o Projeto Celebridade, a criação de uma lista de 63 pessoas famosas que ele pediu a seus seguidores para direcionar para a conversão à Cientologia. A estrela Gloria Swanson e o pianista de jazz Dave Brubeck estavam entre as primeiras celebridades atraídas para os ensinamentos de Hubbard.
Hoje, a Cientologia opera oito igrejas que estão designadas como "Centro das celebridades" a maior delas sendo a de Hollywood, os centros de celebridades são abertos ao público em geral, mas são projetados principalmente para ministrar aos cientologistas famosos. Artistas como John Travolta, Kirstie Alley, Lisa Marie Presley, Nancy Cartwright, Jason Lee, Isaac Hayes, Edgar Winter, Tom Cruise, Chick Corea e Leah Remini geraram publicidade considerável para a Cientologia.